# Dicranum gregoryi
Dicranum gregoryi är en bladmossart som beskrevs av Bruce H. Allen 1988. Dicranum gregoryi ingår i släktet kvastmossor, och familjen Dicranaceae. Inga underarter finns listade i Catalogue of Life.